# Naturschutzgebiet Walheim
Das Naturschutzgebiet Walheim liegt im Gebiet der Stadt Aachen, östlich des Stadtkerns von Walheim und umgibt das sogenannte „Freizeitgelände Walheim“, das selber als Landschaftsschutzgebiet (LSG) ausgewiesen ist.

## Beschreibung
Mitten durch das Naturschutzgebiet fließt die Inde, rechts und links befinden sich die alten Steinbrüche des ehemaligen Kalkofenbetriebs Walheim mit dem Kalkofenweg. Der Boden ist von mitteldevonischem Kalk. Im Nordosten ist ein alter Steinbruch mit Trockenrasen an den flachen Hängen und an den Steinbruchrändern. Im Steinbruch selbst ist die Vegetation lückenhaft. Stellenweise hat eine Verbuschung eingesetzt. An der tiefsten Stelle hat sich ein See gebildet, teilweise flach, teilweise mehrere Meter tief. In dem Gewässer ist Schwimmendes Laichkraut, Flatter- und Glieder-Binse und Teich-Simse zu finden. Beiderseits der Inde wächst ein aus Niederwaldwirtschaft entstandener Hainbuchenwald. Einige Parzellen sind mit Fichten aufgeforstet. Indebegleitend wächst ein Erlen-Eschenwald. Nordwestlich ist ein weiterer Steinbruch mit hohen Felswänden, von der Vegetation her ähnlich dem anderen Steinbruch. Südlich hat sich in einem Steinbruch ein größerer See gebildet mit ähnlicher Vegetation wie der im Nordosten.

## Schutzzweck
In diesem Schutzgebiet soll die Entwicklung von Lebensgemeinschaften wildlebender Tiere und Pflanzen erhalten werden. Interessant sind die Hochstauden- und Pioniergesellschaften auf Kalkschotter mit Vorwaldstadien wärmeliebender Sträucher. Das alles bedingt eine Artenvielfalt mit reicher Vogelwelt, mit Amphibien und Reptilien. Wichtig für die Erhaltung sind wissenschaftliche und erdgeschichtliche Gründe wegen der Seltenheit und Eigenart dieses geologischen Denkmals. Die Stillgewässer in dem Gebiet haben einen hohen pH-Wert mit typischen Pflanzen und Tieren.